# Богатищево (Воскресенский район)
Богати́щево — деревня в Воскресенском муниципальном районе Московской области. Входит в состав сельского поселения Ашитковское. Население — 65 чел. (2010).

## География
Деревня Богатищево расположена в восточной части Воскресенского района, примерно в 12 км к северу от города Воскресенск. Высота над уровнем моря 128 м. В 1 км к западу от деревни протекает река Сушенка. В деревне 4 улицы — Лесная, Луговая, Полевая и Садовая. Ближайший населённый пункт — деревня Новосёлово.

## Название
В писцовой книге 1577 года упоминается как Богатищево Брашевская. Название по фамилии владельцев помещиков Богатищевых, определение Брашевская по расположению в Брашеве стане Коломенского уезда.

## История
В 1926 году деревня являлась центром Богатищевского сельсовета Ильинской волости Егорьевского уезда Московской губернии.
С 1929 года — населённый пункт в составе Куровского района Орехово-Зуевского округа Московской области, с 1930-го, в связи с упразднением округа, — в составе Куровского района Московской области. Впоследствии деревня была передана в Воскресенский район.
До муниципальной реформы 2006 года Богатищево входило в состав Конобеевского сельского округа Воскресенского района.

## Население
В 1926 году в деревне проживало 380 человек (172 мужчины, 208 женщин), насчитывалось 81 хозяйство, из которых 80 было крестьянских. По переписи 2002 года — 89 человек (39 мужчин, 50 женщин).
| 1926 | 2002 | 2010 |
| ---- | ---- | ---- |
| 380  | ↘89  | ↘65  |